# 테러정보통합센터
테러정보통합센터(테러情報統合센터, Terrorism Information Integration Center, TIIC)는 대한민국의 테러범죄 예방 활동을 수행하기 위하여 설립된 대한민국 국가정보원 산하기관이다. 2005년 3월 31일 설립되었다.

## 주요 업무
- 국내외 테러 관련 정보 통합관리 24시간 상황 처리체제의 유지
- 국내외 테러 관련 정보의 수집 & 분석 & 작성 및 배포
- 테러대책위원회 & 상임위원회의 운영에 대한 지원
- 테러관련 위기평가 및 경보발령
- 상임위원회의 결정사항에 대한 이행 점검
- 테러예방을 위한 교육 및 홍보

## 같이 보기
- 대한민국 국가정보원
- 111콜센터